# بندقية هاسكينز
بندقية هاسكينز

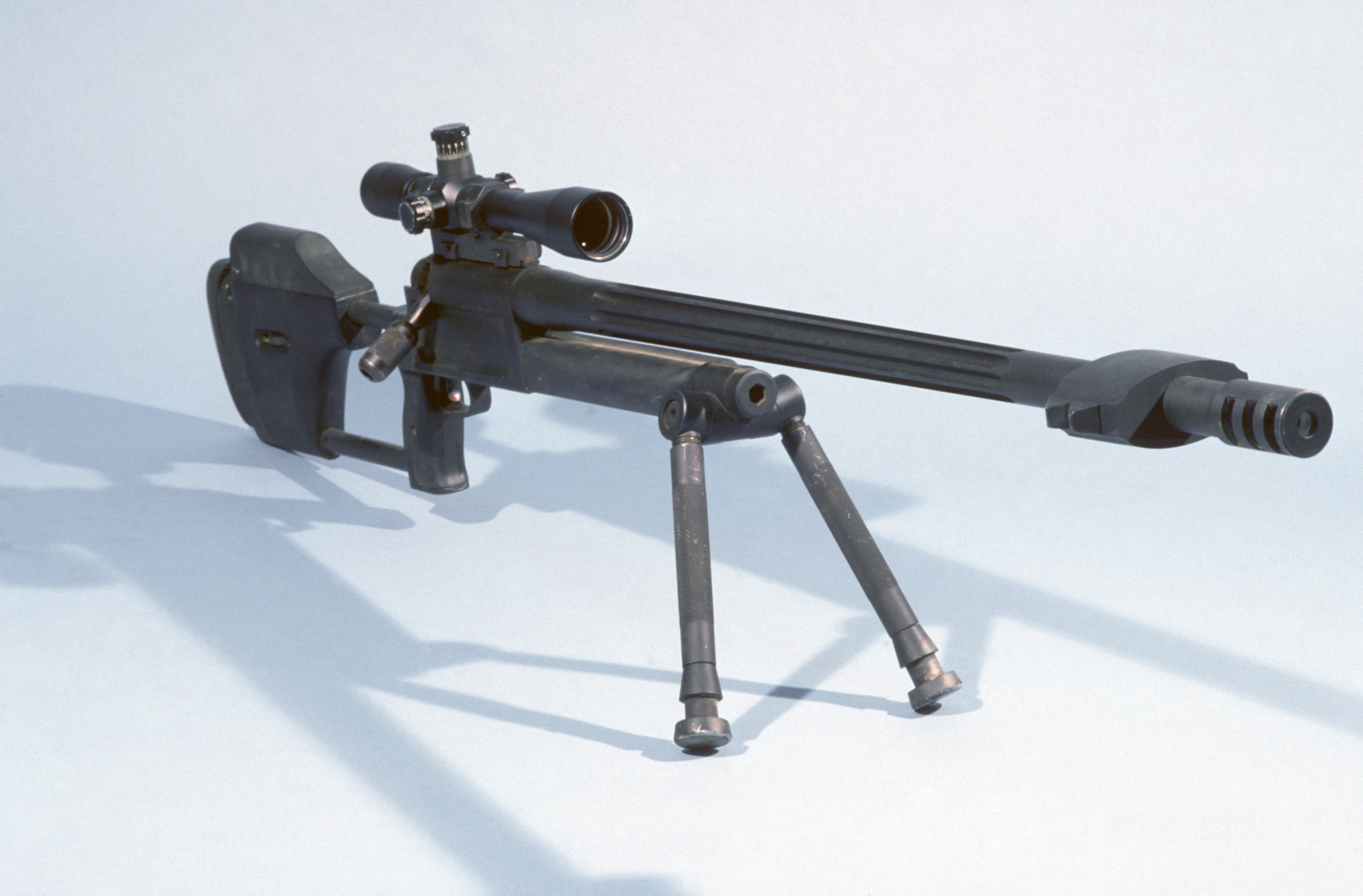

بندقية هاسكينز، المعروفة أيضا باسم RAI 300 أو هاسكينز M500 بندقية صممها جيري هاسكينز بين عامي 1981 و 1982 للقناصة في الجيش الأمريكي(مكان المنشأ الولايات المتحدة الأمريكية). دخلت في الخدمة 1983. الوزن 5.7 كجم .
مترجم من Haskins Rifle